# Рамзін Ацицзір
Рамзін Ацицзір (нім. Ramsin Azizsir; нар. 12 червня 1991) — німецький борець греко-римського стилю, бронзовий призер чемпіонату Європи, бронзовий призер Європейських ігор, чемпіон світу серед військовослужбовців.

## Життєпис
Боротьбою почав займатися з 1998 року. 2010 року став чемпіоном Європи серед юніорів. Наступного року на цих же змаганнях завоював срібну медаль.
Виступав за спортивні клуби ASV Гоф (Баварія), SV Germania Вайнгартен (Вюртемберг). Тренери — Горст Зех, Міхаель Карл, Янніс Замандурідіс.

## Спортивні результати на міжнародних змаганнях

### Виступи на Чемпіонатах світу
| Змагання                        | Збірна    | Вагова категорія                 | Місце |
| ------------------------------- | --------- | -------------------------------- | ----- |
| Чемпіонат світу з боротьби 2014 | Німеччина | греко-римська боротьба, до 85 кг | 5     |
| Чемпіонат світу з боротьби 2015 | Німеччина | греко-римська боротьба, до 85 кг | 9     |

### Виступи на Чемпіонатах Європи
| Змагання                         | Збірна    | Вагова категорія                 | Місце  |
| -------------------------------- | --------- | -------------------------------- | ------ |
| Чемпіонат Європи з боротьби 2012 | Німеччина | греко-римська боротьба, до 84 кг | 19     |
| Чемпіонат Європи з боротьби 2013 | Німеччина | греко-римська боротьба, до 84 кг | 20     |
| Чемпіонат Європи з боротьби 2017 | Німеччина | греко-римська боротьба, до 85 кг | Бронза |
| Чемпіонат Європи з боротьби 2018 | Німеччина | греко-римська боротьба, до 97 кг | 5      |
| Чемпіонат Європи з боротьби 2019 | Німеччина | греко-римська боротьба, до 97 кг | 8      |
| Чемпіонат Європи з боротьби 2022 | Німеччина | греко-римська боротьба, до 97 кг | 16     |

### Виступи на Європейських іграх
| Змагання              | Збірна    | Вагова категорія                 | Місце  |
| --------------------- | --------- | -------------------------------- | ------ |
| Європейські ігри 2015 | Німеччина | греко-римська боротьба, до 85 кг | Бронза |

### Виступи на Кубках світу
| Змагання                    | Збірна    | Вагова категорія                 | Місце |
| --------------------------- | --------- | -------------------------------- | ----- |
| Кубок світу з боротьби 2017 | Німеччина | греко-римська боротьба, до 85 кг | 5     |

### Виступи на Чемпіонатах світу серед військовослужбовців
| Змагання                                                  | Збірна    | Вагова категорія                 | Місце  |
| --------------------------------------------------------- | --------- | -------------------------------- | ------ |
| Чемпіонат світу з боротьби серед військовослужбовців 2014 | Німеччина | греко-римська боротьба, до 85 кг | Золото |

### Виступи на інших змаганнях
| Змагання                                                         | Збірна    | Вагова категорія                 | Місце  |
| ---------------------------------------------------------------- | --------- | -------------------------------- | ------ |
| Гран-прі Німеччини з боротьби 2010                               | Німеччина | греко-римська боротьба, до 84 кг | 13     |
| Кубок Гранми з боротьби 2012                                     | Німеччина | греко-римська боротьба, до 84 кг | 5      |
| Олімпійський кваліфікаційний турнір з боротьби 2012 (Софія)      | Німеччина | греко-римська боротьба, до 84 кг | 8      |
| Олімпійський кваліфікаційний турнір з боротьби 2012 (Тайюань)    | Німеччина | греко-римська боротьба, до 84 кг | #Н/Д   |
| Тор Мастерс 2013                                                 | Німеччина | греко-римська боротьба, до 84 кг | 4      |
| Турнір Дана Колова — Николи Петрова 2013                         | Німеччина | греко-римська боротьба, до 84 кг | 12     |
| Кубок Владислава Пітласинські 2013                               | Німеччина | греко-римська боротьба, до 84 кг | Бронза |
| Гран-прі Німеччини з боротьби 2014                               | Німеччина | греко-римська боротьба, до 85 кг | 5      |
| Кубок Владислава Пітласинські 2014                               | Німеччина | греко-римська боротьба, до 85 кг | 13     |
| Кубок Владислава Пітласинські 2015                               | Німеччина | греко-римська боротьба, до 85 кг | Бронза |
| Золотий Гран-прі з боротьби 2015                                 | Німеччина | греко-римська боротьба, до 85 кг | 7      |
| Тор Мастерс 2016                                                 | Німеччина | греко-римська боротьба, до 85 кг | Срібло |
| Олімпійський кваліфікаційний турнір з боротьби 2016 (Улан-Батор) | Німеччина | греко-римська боротьба, до 85 кг | 5      |
| Гран-прі Німеччини з боротьби 2016                               | Німеччина | греко-римська боротьба, до 85 кг | Срібло |
| Кубок Владислава Пітласинські 2017                               | Німеччина | греко-римська боротьба, до 98 кг | 17     |
| Тор Мастерс 2018                                                 | Німеччина | греко-римська боротьба, до 87 кг | Срібло |
| Гран-прі Німеччини з боротьби 2018                               | Німеччина | греко-римська боротьба, до 97 кг | 12     |
| Тор Мастерс 2019                                                 | Німеччина | греко-римська боротьба, до 97 кг | 4      |
| Гран-прі Німеччини з боротьби 2019                               | Німеччина | греко-римська боротьба, до 97 кг | 15     |
| Меморіал Маттео Пелліконе 2020                                   | Німеччина | греко-римська боротьба, до 97 кг | 11     |
| Олімпійський кваліфікаційний турнір з боротьби 2020 (Будапешт)   | Німеччина | греко-римська боротьба, до 97 кг | 9      |

### Виступи на змаганнях молодших вікових груп
| Змагання                                       | Збірна    | Вагова категорія                 | Місце  |
| ---------------------------------------------- | --------- | -------------------------------- | ------ |
| Чемпіонат Європи з боротьби серед кадетів 2007 | Німеччина | греко-римська боротьба, до 76 кг | 11     |
| Чемпіонат Європи з боротьби серед кадетів 2008 | Німеччина | греко-римська боротьба, до 76 кг | 8      |
| Чемпіонат Європи з боротьби серед юніорів 2009 | Німеччина | греко-римська боротьба, до 84 кг | Золото |
| Чемпіонат світу з боротьби серед юніорів 2009  | Німеччина | греко-римська боротьба, до 84 кг | 23     |
| Чемпіонат Європи з боротьби серед юніорів 2010 | Німеччина | греко-римська боротьба, до 84 кг | 14     |
| Чемпіонат Європи з боротьби серед юніорів 2011 | Німеччина | греко-римська боротьба, до 84 кг | Срібло |
| Чемпіонат світу з боротьби серед юніорів 2011  | Німеччина | греко-римська боротьба, до 84 кг | 11     |